# Скворцов Костянтин Іванович
Костянти́н Іва́нович Скворцо́в (18 (30) травня 1821 — 30 вересня (12 жовтня) 1876, Київ) — письменник та церковний мислитель і діяч часів Російської імперії.

## З життєпису
Його батько, Іван Скворцов, був протоієреєм Києво-Софійського кафедрального собору.
Закінчив навчання в Київській духовній академії, залишився там викладачем патрології.
Заслужений ординарний професор Київської духовної академії, дійсний статський радник.
1875 року нагороджений орденом св. Володимира 3 ступеня.
Серед його праць:
- 1862 — «Про книги Сивілл»,
- 1863 — «Філософія святих отців та учителів церкви»,
- 1863 — «Святий апостол Варнава»,
- 1865 — «Вчення Григорія Нісського про достоїнство природи людської» («Праці Київської Духовної Академії»),
- 1866 — «Святий Іустин»,
- 1870 — «Блаженний Августин як психолог»,
- 1871 — «Дослідження питання щодо автора творів, відомих під іменем Діонісія Ареопагіта»,
- 1876 — «Життя Ісуса Христа по Євангеліях та народних переказах»,